# Doplňovací volby do Senátu Parlamentu České republiky 2025

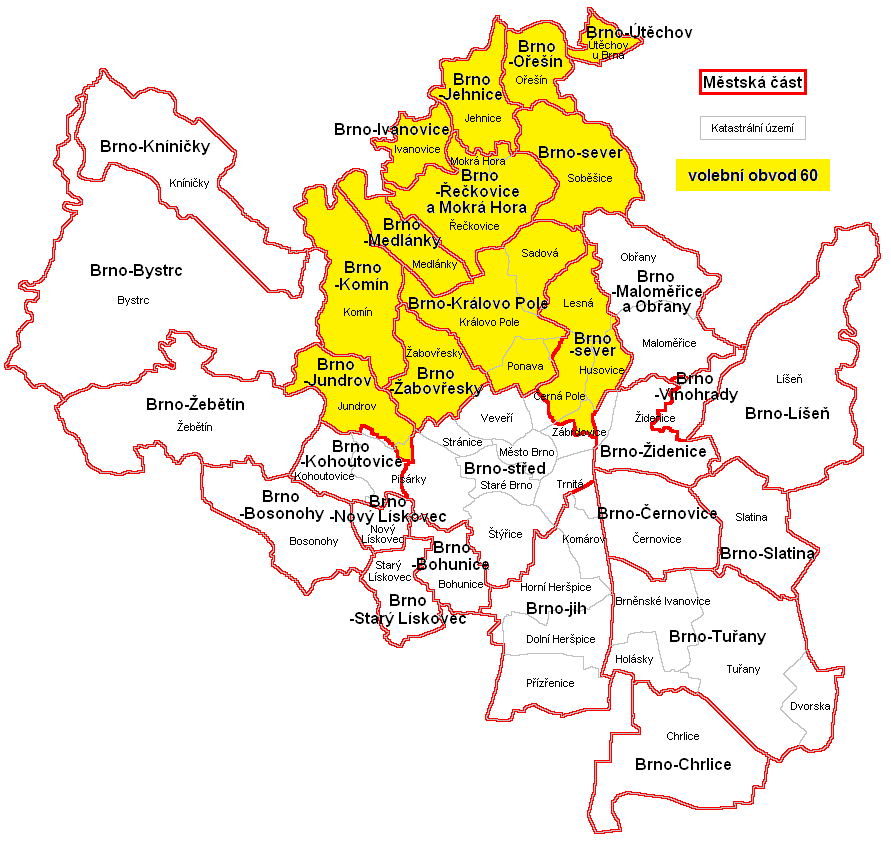
Senátní obvod č. 60 – Brno-město

Doplňovací volby do Senátu Parlamentu České republiky se v roce 2025 se konaly v obvodu č. 60 – Brno-město po úmrtí senátora Romana Krause. Prezident republiky Petr Pavel vyhlásil termín prvního kola voleb na 17. a 18. ledna 2025, v případě nezvolení senátora v prvním kole by druhé kolo následovalo 24. a 25. ledna téhož roku. Mandát nově zvoleného senátora bude trvat do řádných voleb v roce 2026.
Ve volbách vyhrál již v prvním kole Zdeněk Papoušek, když získal 59,4 % hlasů.

## Organizace
Jednalo se o vůbec první české volby, u kterých bylo voličstvu umožněno prokázat svou identitu elektronicky pomocí mobilní aplikace eDoklady. Pro úřady to znamenalo mimo jiné školení navíc a dodatečné náklady na pronájem mobilních telefonů určených pro ověření identity před volební komisí.

## Kandidáti

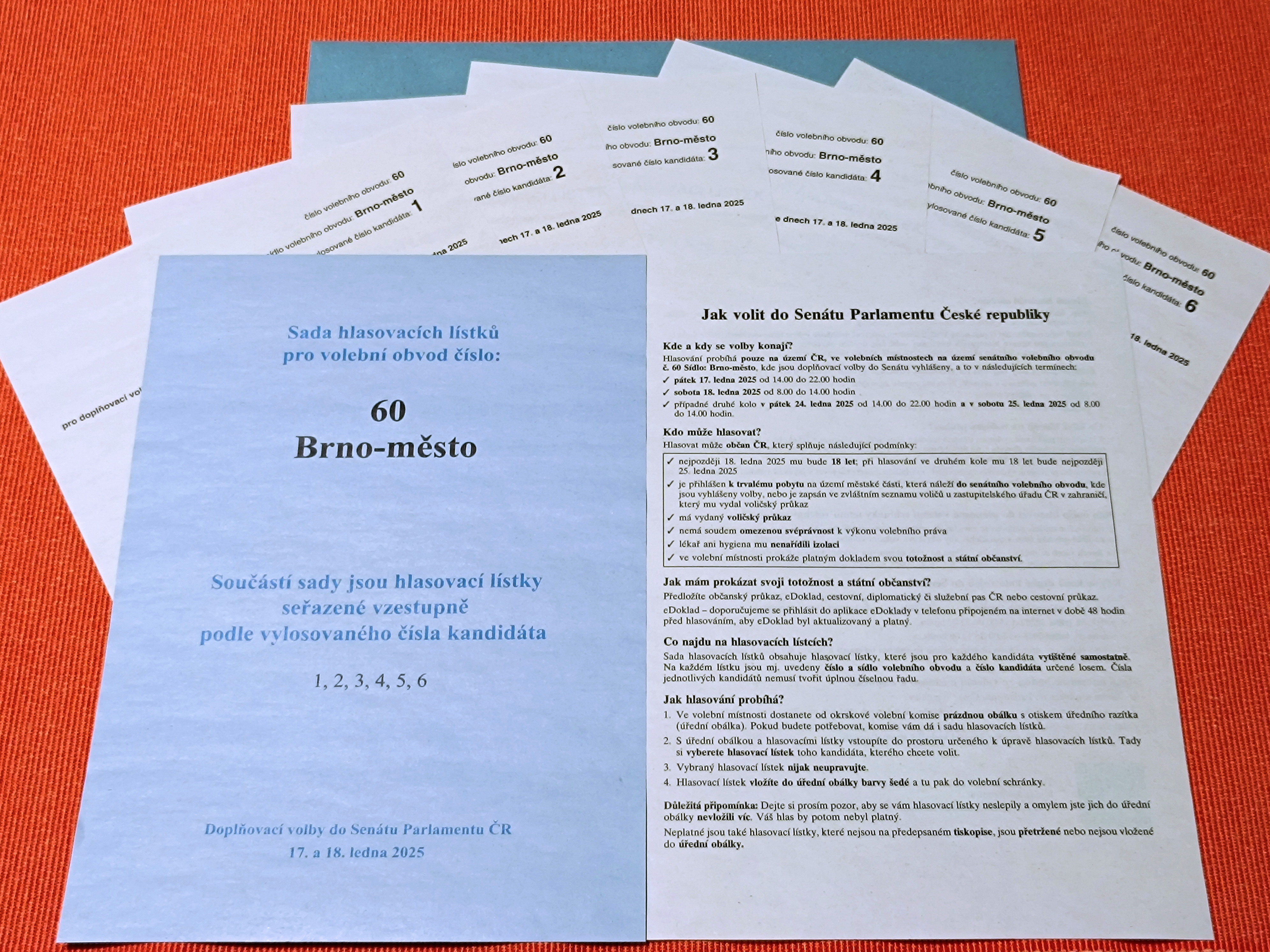
Sada volebních lístků s instrukcemi včetně poznámky týkající se eDokladů

S číslem jedna kandidoval horolezec, ekonom, geograf a předseda MZH Pavel Trčala. Vrchní ministerský rada Milan Hamerský kandidoval za hnutí KAN, a to s podporou strany LANO a hnutí Hlas. Kandidátem koalice ODS, KDU-ČSL, TOP 09, STAN, Piráti, Zelení a Fakt Brno byl sociolog, učitel a bývalý senátor za tento obvod Zdeněk Papoušek. Za koalici SPD, Trikolora a PRO 2022 pak kandidoval strážník brněnské městské policie Petr Koš. Voleb se účastnil také kandidát hnutí PŘÍSAHA a bývalý ředitel brněnské zoo a veterinární lékař Martin Hovorka. Kandidátkou hnutí ANO a SOCDEM byla náměstkyně primátorky města Brno Karin Podivinská.
| Kandidát               | Kandidát                    | Volební strana                                        | Navrhující strana      | Politická příslušnost  | Počet hlasů (1. kolo) | %     |
| ---------------------- | --------------------------- | ----------------------------------------------------- | ---------------------- | ---------------------- | --------------------- | ----- |
|                        | PhDr. Zdeněk Papoušek       | ODS, KDU-ČSL, TOP 09, STAN, Piráti, Zelení, Fakt Brno | ODS                    | BEZPP                  | 11 788                | 59,40 |
|                        | Ing. Karin Podivinská       | ANO, SOCDEM                                           | ANO                    | ANO                    | 4 350                 | 21,92 |
|                        | Petr Koš                    | SPD, Trikolora, PRO 2022                              | SPD                    | SPD                    | 1 153                 | 5,81  |
|                        | Mgr. Pavel Trčala, MA       | MZH                                                   | MZH                    | MZH                    | 1 150                 | 5,79  |
|                        | MVDr. Martin Hovorka, Ph.D. | PŘÍSAHA                                               | PŘÍSAHA                | BEZPP                  | 871                   | 4,38  |
|                        | Mgr. et Mgr. Milan Hamerský | KAN                                                   | KAN                    | BEZPP                  | 530                   | 2,67  |
| Celkem                 | Celkem                      | Celkem                                                | Celkem                 | Celkem                 | 19 842                | 100   |
|                        |                             |                                                       |                        |                        |                       |       |
| Platné hlasy           | Platné hlasy                | Platné hlasy                                          | Platné hlasy           | Platné hlasy           | 19 842                | 99,45 |
| Neplatné hlasy         | Neplatné hlasy              | Neplatné hlasy                                        | Neplatné hlasy         | Neplatné hlasy         | 109                   | 0,55  |
| Celkem                 | Celkem                      | Celkem                                                | Celkem                 | Celkem                 | 19 951                | 100   |
| Voliči v seznamu/Účast | Voliči v seznamu/Účast      | Voliči v seznamu/Účast                                | Voliči v seznamu/Účast | Voliči v seznamu/Účast | 96 797                | 20,62 |
| Zdroj:                 |                             |                                                       |                        |                        |                       |       |

## Kampaň

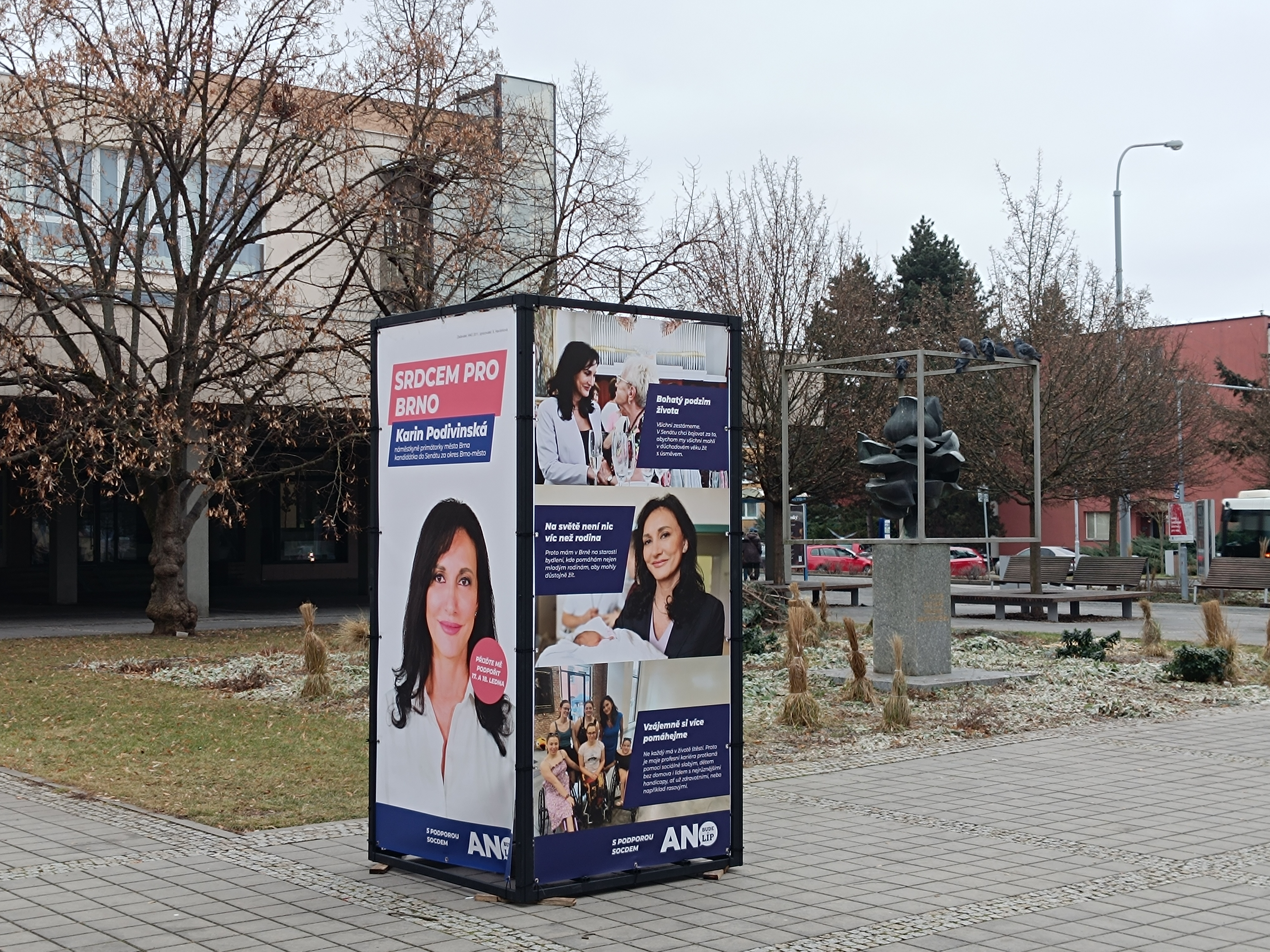
Volební kampaň v Brně

Kandidát koalice SPD, Trikolora a PRO 2022 Petr Koš, povoláním strážník Městské policie Brno, ve své volební kampani vystupoval opakovaně v uniformě strážníka a ve videích využíval i služební vůz se zapnutými majáky, což bylo v rozporu s interními předpisy.